# Pablo Márquez (artista)

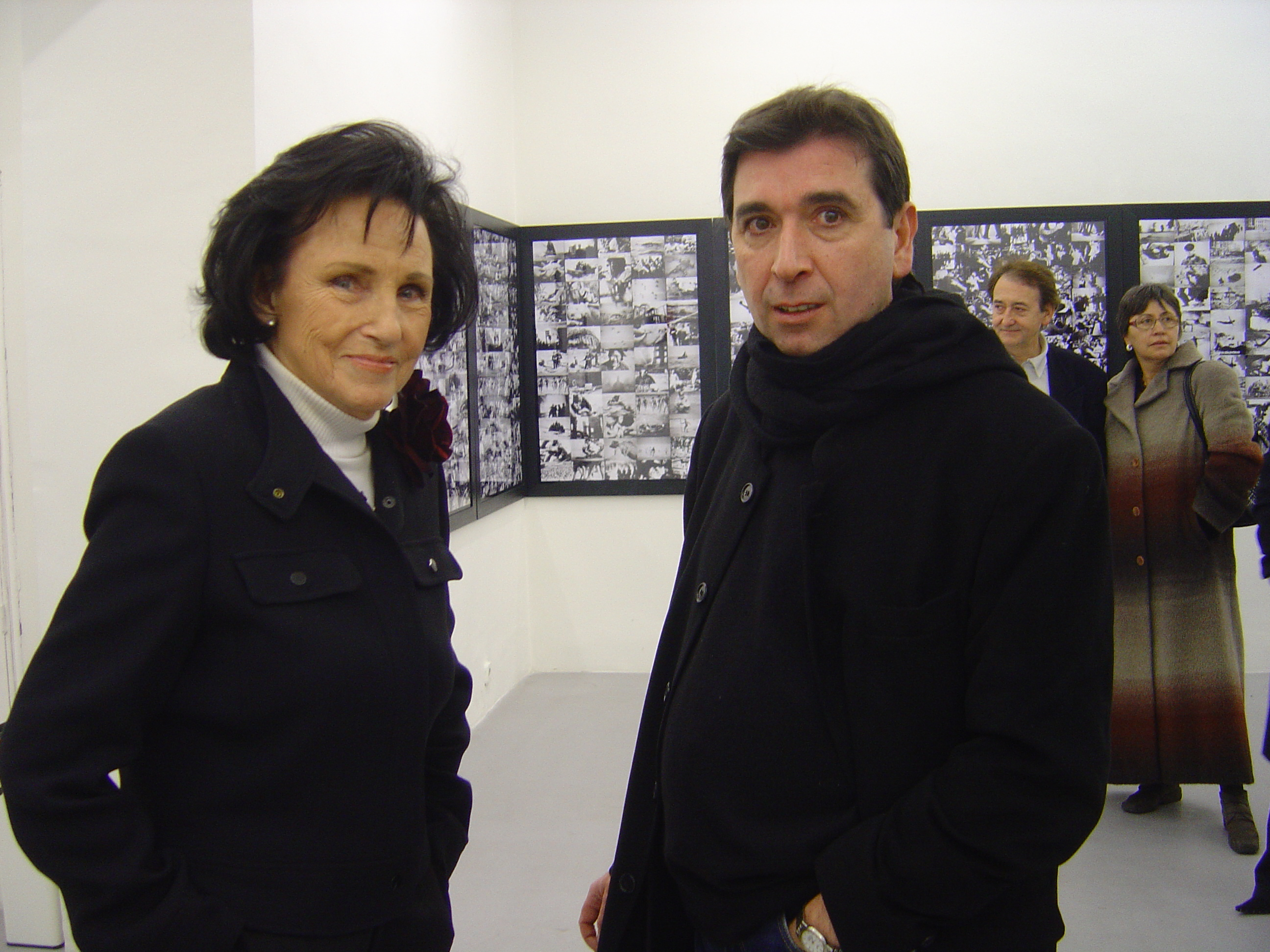
Pablo Márquez en la inauguración de su exposición Némesis, con la galerista Evelyn Botella el año 2006

Pablo Márquez Sánchez (Madrid  10 de octubre de 1957), es un artista multidisciplinar español, cuya obra, plasmada mediante  obra gráfica,  escultura,  pintura y ensamblajes, es construida inspirándose en la literatura, la música y  desde 2005 trabaja en torno a los fenómenos violentos del siglo XX. Sus obras las expone en diferentes países. 

## Trayectoria
La propuesta de Márquez  no pretende ser política, ni tampoco incide en un revisionismo o re interpretación de las ideologías totalitarias que motivaron las grandes catástrofes del siglo XX, el comunismo y nazismo. Dos períodos  trágicos de la historia, dónde se define, con siniestra nitidez, la capacidad destructiva del ser humano. Ambos periodos, son la base documental y literaria de la construcción de su obra desde el año 2005 al 2020.
Cada proyecto de su  obra lo desarrolla  durante largos periodos de tiempo. Recolector de noticias, documentos, libros, objetos, estos son su base documental para indagar y explorar sobre los diferentes períodos seleccionados, con  la información recabada los ensambla en grandes formatos acordes con la temática elegida siempre fiel a su línea de trabajo. 

## Obra

### Némeis
Este proyecto presentado en la Galería Evelyn Botella, Madrid, 2006,   consta de un trabajo basado en un período histórico y en un personaje (Hitler) que aunque tan próximo en el tiempo tiene el carácter de un paradigma del siglo XX, por cuanto ha afectado a la conciencia de los individuos de todo el mundo y cuya herencia más profunda, el trauma moral que legó a la posteridad, aún persiste.

### Weltansauung
En el año 2008 trabaja inspirado en el término "cosmovisión",  una adaptación del alemán Weltanschauung (Welt, "mundo", y anschauen, "observar"), una expresión introducida por el filósofo Wilhelm Dilthey en su obra Einleitung in die Geisteswissenschaften ("Introducción a las Ciencias de la Cultura",1914).
Las relaciones, sensaciones y emociones producidas por la experiencia peculiar del mundo en el seno de un ambiente determinado contribuirían a conformar una cosmovisión individual. Todos los productos culturales o artísticos serían a su vez expresiones de la cosmovisión que los crease; la tarea hermenéutica consistiría en recrear el mundo del autor en la mente del espectador.

### Violent Phenomena in the Universe
Este trabajo presentado en la Galería Esther Montoriol, de Barcelona, en el año 2009 no solo se refiere a los fenómenos violentos que se producen en la Naturaleza, en ese mundo silencioso y nada  hospitalario donde se admite al visitante a su propio riesgo y en donde se siente una amenaza muda, no de hostilidad pero sí de indiferencia mortífera.  También a las alteraciones que el hombre produce de este equilibrio debido a su intervención no siempre constructiva y sí la mayoría de las veces perniciosa debido a la hubris inherente a la naturaleza humana, es decir, a su arrogancia desmedida, al orgullo excesivo y la soberbia sacrílega que suelen llevar a la ruina.

### Cartas Rusas
Este trabajo sobre la poesía rusa presentado en la Galería Evelyn Botella, Madrid, 2006, se concentra en un período concreto del siglo XX, en la obra de Osip Mandelstam,  Anna Ajmátova y Marina Tsvetáieva, representan posiblemente la más alta cima de la poesía rusa, pero al mismo tiempo sufrieron como artistas y como ciudadanos corrientes las atrocidades del régimen de Stalin. La obra de estos poetas, escrita en una situación de extrema precariedad, nos ofrece el ejemplo moral de la dignidad de la poesía frente al terror y la barbarie pero también es un ejemplo de la lucha por la dignidad social del artista, por su derecho a la voz y a la postura en la vida.

### Delicados alojamientos
Para el coleccionista de la historia  su archivo conforma una enciclopedia mágica, una cartografía  del mundo cuyo esquema es el destino de sus objetos. Agrupa, selecciona y acumula restos que han de ponerse a salvo y que han de verse como una historia documental de nuestro imaginario y como herramienta para entender la violencia de las imágenes de la Historia. Esta serie la presentó en la Galería Evelyn Botella de Madrid en 2012.

### Das Unvorstellbares (Lo Inimaginable).
En 2018 trabaja en “Inimaginable” es una palabra trágica: se refiere al dolor intrínseco del acontecimiento y a la dificultad concomitante de ser transmitido.

### Música y Literatura
Alternando con estas series  y sin apartarse de su interés por la cultura, la historia y la memoria, realiza otros trabajos en los que la influencia de la música y la literatura articulan su propuesta, por ejemplo: 

### La Biblioteca del Pintor
Fue un proyecto coordinado por Ana Santos Payán, y con textos en el catálogo de Kepa Murua, consistía en reunir a cinco artistas (Chema López, Javier Huecas, Roberto González Fernández, Pablo Márquez y Javier Roz) en la casa del poeta ya fallecido José  Ángel Valente en Almería y debatir sobre la influencia que la literatura tenía en la producción de la obra de los artistas a través de sus propias bibliotecas, y cuales eran sus  libros y autores favoritos,. A partir de aquellas conversaciones se dio a estos artistas un año para que cada uno elaborase un proyecto individual que sirviera de punto de encuentro entre la palabra y la imagen. La biblioteca Valente se había trasladado a Galicia, cada uno de los artistas y a modo de homenaje depositó su libro favorito en las estanterías vacías de la biblioteca del poeta.

### Shakespeare: Danzas y Regocijos
Esta serie se expuso en el Museo Nacional del Teatro Almagro en 2014 . y en la Galería Fernando Pradilla de Madrid y  en el Museo ABC  de Madrid, en 2014. El catálogo de esta exposición  del Museo ABC, fue presentado  por el profesor y crítico de arte Víctor Zarza, cuyo ensayo llevaba el título. "Travailler en imágenes" (fragmento)
"Sin renunciar a su vocación por lo dramático, antes bien, aproximándose a ello a través de una dimensión distinta (esta vez acudiendo a su origen etimológico, la teatral, y no la histórica), Márquez se adentra en otro de los ámbitos de su preferencia, que, junto con la música, es la literatura. En trabajos anteriores hemos visto aparecer textos de Celan, Osip Mandelstam, Goethe, Anna Ajmátova, Hölderlin, Marcel Proust, Dostoievski, Thomas Mann, Solzhenitsyn, Kafka o William Shakespeare –en algunas de cuyas piezas teatrales se inspira el presente proyecto– y aunque, en términos generales, advertimos un tono más amable en este que en sus precedentes estudios (el título parece ser significativo al respecto), al mismo no dejan de estar patentes los aires más sombríos de los argumentos shakespearianos . Es curioso que, a la hora de explicar por qué en esta ocasión se ocupa, principalmente, de asuntos menos aciagos, el propio artista nos recuerde que «en toda sinfonía trágica suele haber un scherzo». Esto nos permite inscribir en su verdadero alcance, emocional y estético, el conjunto de obras que componen esta exposición con respecto al global de su producción. Pablo Márquez se entrega, en dos de las series gráficas que integran Shakespeare, danzas y regocijos, a un ejercicio de interpretación, centrándose en momentos singulares, importantes, sustanciales o característicos de cada una de aquellas, de las que extrae los motivos que luego representa visualmente, construyendo de este modo un cuerpo de imágenes que, a pesar de su estrecha relación con el texto de estas, nada tienen que ver con lo que sería una labor de mera ilustración. Dada la libertad con la cual constatamos que se ha aproximado al teatro del autor inglés, su trabajo, en este caso, podría casi equipararse con el de un "metteur en scène", que estuviera más empeñado en ofrecernos su particular versión de aquellos que en traducir, literalmente, sus cuadros escénicos. Lejos de pretender ofrecernos su Shakespeare –uno más–, entendemos que persigue sintonizar con el pensamiento del autor, con su verdad."

### La Muerte y la Doncella
Inspirado en el cuarteto de la obra titulada La Muerte y la doncella del compositor Franz Schubert recrea piezas de gran formato mediante el ensamblaje de imágenes manipuladas y tratadas con diferentes soportes y técnicas.

### Las Bodas
Esta serie consiste en una aproximación a la obra lBodas de Sangre de Federico García Lorca, se estrenó en la  Galería Esther Montoriol de Barcelona en 2018 Es una  interpretación de la obra  de Lorca a través de imágenes usadas frecuentemente en su obra relacionados con la botánica. El artista en esta ocasión destaca los elementos trágicos del texto, el desamor, la fuerza de la sangre, el destino y la muerte. Para ello se vale de la recolección de pétalos de flores en las tumbas de cementerios, que en su momento, allí depositados,  rindieron homenajes de recuerdo, de ausencia y de amor a los que allí reposan.
Y por otra parte incorpora espinas de rosales que sustituyen a las letras para formar palabras que hieren y sangran.

Según Márquez en la nota de prensa de la exposición en la Galeria Montoriol: 
“Palabras que se transforman en espinas y se clavan en los ojos, porque cuando las cosas llegan a los centros no hay quien las arranque."

## Obras en colecciones e Instituciones
Museo Nacional Centro de Arte Reina Sofía. Madrid
Colección del Ministerio de Asuntos Exteriores. Madrid.
Museo de Arte Contemporáneo de Paraguay. Asunción.
Colección de Caja Madrid. Madrid.
A Z Colección YKK Japón. Tokio.
Colección Comunidad Autónoma de Murcia. Murcia.
Colección Comunidad Autónoma de la Rioja. Logroño.
Colección de Arte Contemporáneo de Iberia. Madrid.
Biblioteca Nacional. Madrid.
Colección del Banco de España. Madrid.
Colección olorVISUAL . Barcelona.

## Premios
1989 Premio de adquisición de obra: III Bienal de Pintura. Murcia
1990 Premio de adquisición de obra: II Bienal de la Rioja. Logroño.
1999 Premio del Jurado Internacional de pintura en la XX Bienal de Alejandría, Premio al mejor Pabellón: España

## Exposiciones
- 1984 Galería Spectrum. Zaragoza.
- Galería Moriarti. Madrid.
- 1984 Fundación Valdecilla. Universidad Complutense de Madrid. Madrid.
- IBIZAGRAFIC’84. Museo de Arte Contemporáneo de Ibiza. Ibiza.
- 1986 ARCO’86 en el espacio Oscar Manesi. Madrid
- 1987 Galería Moriarti. Madrid.
- 1989 III Bienal de Pintura. Murcia.
- Museo de Arte Contemporáneo de Paraguay. (Museo del Barro) Asunción.
- 1989 Galería My name’s Lolita Art. Valencia
- 1990 Interarte, Galería My name’s Lolita Art. Valencia.
- VIII Bienal de Barcelona. Barcelona.
- II Bienal de la Rioja. Logroño.
- Galería My name’s Lolita Art. Valencia.
- 1991 Concurso Nacional de Escenografía Ciudad de Oviedo. Oviedo.
- 1991 Iglesia de San Esteban . Murcia
- 1992 Galería Ignacio Varez. Madrid.
- ARCO’92. Galería My name’s Lolita Art. Madrid.
- 1994 Ibercaja de Zaragoaa. Zaragoza.
- Ibercaja de Valencia . Valencia
- Galería Ignacio Varez, Madrid.
- 1999. XX Bienal de Alejandría. Pabellón de España. (Alejandría). Catálogo.
- 1999. Museo de Arte Contemporáneo de Paraguay. (Asunción).
- 1999. Universidad de Frankfurt am Main. (Frankfurt).
- 2000. Seis Artistas Españoles. Academia de España (Roma). Catálogo.
- 2000. Seis Artistas Españoles. Ayuntamiento de Atenas (Atenas). Catálogo
- 2002. Ecos de su Memoria. Palacio de la Merced. (Córdoba). Catálogo.
- 2003. Itinerario. M.E.I.A.C.(Badajoz). Catálogo.
- 2003. Die Wunderkammer. Galería Belarde 20 (Madrid). y en la galeria  Galería Esther Montoriol. (Barcelona)
- 2005. La Biblioteca del Pintor. Centro de Arte Museo de Almería. Catálogo.
- 2005. Reconocimientos. Museo de BB.AA. Mercado del Este.(Santander).Catálogo.
- 2005. Kafkiana. Galería Esther Montoriol. (Barcelona)
- 2006. Némesis. Galería Aele-Evelyn Botella. (Madrid). DVD.
- 2007. “Play Again”. Galería Evelyn Botella. (Madrid)
- 2007. Arte y Enfermedad Mental. Galería Esther Montoriol. (Barcelona)
- 2007. Delicartesen. Galería Esther Montoriol. (Barcelona)
- 2007. ARCO 07. Galería Aele-Evelyn Botella. (Madrid). Catálogo.
- 2007. Reconocimientos. Círculo de Bellas Artes (Madrid).Catálogo.
- 2008. Weltanschauung, Galería Evelyn Botella. (Madrid). Publicación.
- 2009. Violent Phenomena in the Universe, Galería Esther Montoriol. (Barcelona)
- 2010. (in)visibilidad & (des)control. Galería Fernando Pradilla. (Madrid)
- 2010. ARCO 10. Galería Evelyn Botella. (Madrid). Catálogo.
- 2010. Cartas Rusas. Galería Evelyn Botella. (Madrid). Publicación.
- 2012. ¿Hemos perdido los papeles? Galería Evelyn Botella (Madrid)
- 2013. Delicados alojamientos. Galería Evelyn Botella (Madrid)
- 2014. Shakespeare, Danzas y Regocijos. Museo ABC (Madrid). Catálogo.
- 2014. Territorios Des-habitados. Galería El Pacto Invisible (Málaga)
- 2014. Lenguajes en  papel. Galería Fernando Pradilla (Madrid)
- 2014. Shakespeare, Danzas y Regocijos. Museo Nacional del Teatro en el 37 Festival Internacional de Teatro Clásico de Almagro. Catálogo.
- 2016. La Tempestad (y otros). Galería Esther Montoriol (Barcelona)
- 2018. EL Arte de la Fotocopia 1970-1985. Galería José de la Mano (Madrid)
- 2019. Las Bodas (Una aproximación a Bodas de Sangre de F.G.Lorca) en la Galería Esther Montoriol (Barcelona)